# Maboroshi
Maboroshi (jap. アリスとテレスのまぼろし工場 Arisu to Teresu no maboroshi kōjō) – japoński film animowany z 2023 roku, wyprodukowany przez studio MAPPA. Za reżyserię i scenariusz odpowiadała Mari Okada. Premiera w japońskich kinach miała miejsce 15 września 2023. Światowa premiera odbyła się 15 stycznia 2024 na platformie Netflix.

## Fabuła
Mifuse to miasteczko hutnicze na prowincji Japonii. W styczniu 1991 roku katastrofalna eksplozja w hucie odcina je od świata zewnętrznego, uwięziwszy w wiecznej zimie. Mamoru Sagami, pracownik huty i naczelny kapłan, ogłasza katastrofę boską karą za wydobycie surowców ze świętej góry. Przekonuje mieszkańców, by zachowali swoje tożsamości sprzed katastrofy, regularnie składając formularze identyfikacyjne, twierdząc, że są związani ze „świętą maszyną”. Tymczasem na niebie od czasu do czasu otwierają się szczeliny, które jednak zostają zapieczętowane przez dym z huty.
Uczeń Masamune Kikuri, odkrywa zdziczałą dziewczynę, Itsumi, w wielkim piecu huty, gdzie opiekuje się nią jego koleżanka z klasy, Mutsumi. Zbliżając się do Itsumi, Masamune poznaje sprzeczne teorie na temat jej pochodzenia – Sagami twierdzi, że jest „kobietą bogów”, podczas gdy jego wuj Tokimune sugeruje, że nie należy do ich świata. W miarę jak Masamune kontynuuje wizyty u Itsumi, surrealistyczna natura miasteczka staje się coraz bardziej oczywista.
Pojawienie się oznak lata poprzez szczeliny na niebie zbiega się z narastającymi napięciami. Podczas szkolnej próby odwagi kolega Masamune, Sonobe, emituje światło i znika, gdy otacza go dym z huty, co wzbudza jeszcze więcej wątpliwości co do realności miasteczka. Sagami twierdzi, że ich świat, stworzony przez świętą maszynę, jest doskonały i wieczny. Tokimune utrzymuje jednak, że jest skazany na zagładę.
Dzięki odkryciom w dzienniku ojca, Masamune poznaje prawdziwą tożsamość Itsumi – to Saki Kikuri, dziewczyna przeniesiona z prawdziwego świata, a samo miasteczko jest sztucznie skonstruowaną rzeczywistością. Zdeterminowany, by uwolnić Saki, Masamune zbiera swoich przyjaciół i zakłóca rytuał Sagamiego, który zamierza złożyć ją w ofierze świętej maszynie. Podczas festiwalu Obon Masamune i Mutsumi ratują Saki i umieszczają ją w pociągu towarowym zmierzającym do prawdziwego świata. Po dramatycznym pościgu Mutsumi skacze z pociągu, by zostać z Masamune, pozwalając Saki uciec.
Po latach Saki powraca jako dorosła do opustoszałego Mifuse. Wspominając swoją przeszłość jako Itsumi, odwiedza ruiny huty, gdzie wciąż zachowały się pożegnalne wiadomości i wspomnienia z jej dawnego życia.

## Obsada
| Postać                         | Japoński dubbing | Polski dubbing        |
| ------------------------------ | ---------------- | --------------------- |
| Masamune Kikuiri               | Jun’ya Enoki     | Maciej Dybowski       |
| Mutsumi Sagami/Mutsumi Kikuiri | Reina Ueda       | Julia Łukowiak        |
| Itsumi/Saki Kikuiri            | Misaki Kuno      | Magdalena Kusa        |
| Akimune Kikuiri                | Kōji Seto        | Łukasz Węgrzynowski   |
| Tokimune Kikuiri               | Kento Hayashi    | Dawid Dziarkowski     |
| Daisuke Sasakura               | Taku Yashiro     | Miłosz Konkel         |
| Atsushi Nitta                  | Tasuku Hatanaka  | Krzysztof Rogucki     |
| Yasunari Senba                 | Daiki Kobayashi  | Konrad Szymański      |
| Yūko Sonobe                    | Ayaka Saitō      | Małgorzata Gradkowska |

## Produkcja i wydanie
Film został wyprodukowany przez studio MAPPA, za scenariusz i reżyserię odpowiadała Mari Okada, postacie zaprojektowała Yuriko Ishii, a muzykę skomponował Masaru Yokoyama.
Premiera w japońskich kinach odbyła się 15 września 2023, a za dystrybucję odpowiadało Warner Bros. Pictures Japan. Główny motyw muzyczny, „Shin-on”, wykonała Miyuki Nakajima. Netflix nabył prawa do dystrybucji filmu na całym świecie i opublikował go na swojej platformie 15 stycznia 2024, pod tytułem Maboroshi.